# Le Loup et le Renard (1678)
Pour les articles homonymes, voir Le Loup et le Renard.
Le Loup et le Renard est la sixième fable du livre XI de Jean de La Fontaine situé dans le second recueil des Fables de La Fontaine, édité pour la première fois en 1678. Il existe une autre fable du même nom et du même auteur, éditée en 1694.

## Texte de la fable
Mais d’où vient qu’au Renard Ésope accorde un point ?

C’est d’exceller en tours pleins de matoiserie.

J’en cherche la raison, et ne la trouve point.

Quand le Loup a besoin de défendre sa vie,

Ou d’attaquer celle d’autrui,

N’en sait-il pas autant que lui ?

Je crois qu’il en sait plus, et j’oserais peut-être

Avec quelque raison contredire mon maître.

Voici pourtant un cas où tout l’honneur échut

À l’hôte des terriers. Un soir il aperçut

La Lune au fond d’un puits : l’orbiculaire image

Lui parut un ample fromage.

Deux seaux alternativement

Puisaient le liquide élément.

Notre Renard pressé par une faim canine,

S’accommode en celui qu’au haut de la machine

L’autre seau tenait suspendu.

Voilà l’animal descendu,

Tiré d’erreur ; mais fort en peine,

Et voyant sa perte prochaine.

Car comment remonter si quelque autre affamé

De la même image charmé,

Et succédant à sa misère

Par le même chemin ne le tirait d’affaire ?

Deux jours s’étaient passés sans qu’aucun vînt au puits ;

Le temps qui toujours marche avait pendant deux nuits

Echancré selon l’ordinaire

De l’astre au front d’argent la face circulaire.

Sire Renard était désespéré,

Compère Loup, le gosier altéré,

Passe par là : l’autre dit ; Camarade,

Je vous veux régaler ; voyez-vous cet objet ?

C’est un fromage exquis. Le Dieu Faune l’a fait,

La vache Io donna le lait.

Jupiter, s’il était malade,

Reprendrait l’appétit en tâtant d’un tel mets.

J’en ai mangé cette échancrure,

Le reste vous sera suffisante pâture.

Descendez dans un seau que j’ai là mis exprès.

Bien qu’au moins mal qu’il pût il ajustât l’histoire,

Le Loup fut un sot de le croire :

Il descend, et son poids emportant l’autre part,

Reguinde en haut maître Renard.

Ne nous en moquons point : nous nous laissons séduire

Sur aussi peu de fondement ;

Et chacun croit fort aisément

Ce qu’il craint, et ce qu’il désire.
— Jean de La Fontaine, Fables de La Fontaine, Le Loup et le Renard, texte établi par Jean-Pierre Collinet, Fables, contes et nouvelles, Gallimard, « Bibliothèque de la Pléiade », 1991, p. 436